# Coleonema pulchellum
Coleonema pulchellum és una espècie de planta de la família de les Rutàcies. És nativa de Sud-àfrica.

## Descripció
És un arbust de fulla perenne, erecte, dens i que arriba a mesurar de 0,8 a 1 m d'alçada. Forma una sola tija a la base, des d'on creixen nombroses branques primes i erectes. Les fulles són com agulles i són de 4 a 5 vegades més llargues (de 8 a 10 mm) que amples (0,8 mm). El pecíol és d'1 mm de llarg. Les flors són solitàries, terminals en branquetes curtes axil·lars o en branquetes reduïdes, sovint denses cap a la part superior de les branques. Les flors són de color rosa, sovint blanques i amb forma d'estrella (de 7 a 8 mm de diàmetre), amb 5 pètals ovalats, 5,0-5,7 mm de longitud, cadascun marcat amb una vena central distintiva. Tot l'arbust es cobreix de flors de maig a octubre, atraient les abelles, papallones i altres insectes. El fruit es compon d'una càpsula de 5 càmeres, esquitxada de glàndules. Hi ha una llavor de color negre brillant a cada cambra.

## Distribució i hàbitat
Coleonema pulchellum creix al llarg de planícies costaneres de Knysna a Port Elizabeth. Apareix de manera natural des del nivell del mar fins als 150 m. Floreix al llarg de la costa i a altres llocs. És resistent al vent i tolera gelades suaus.

## Galeria

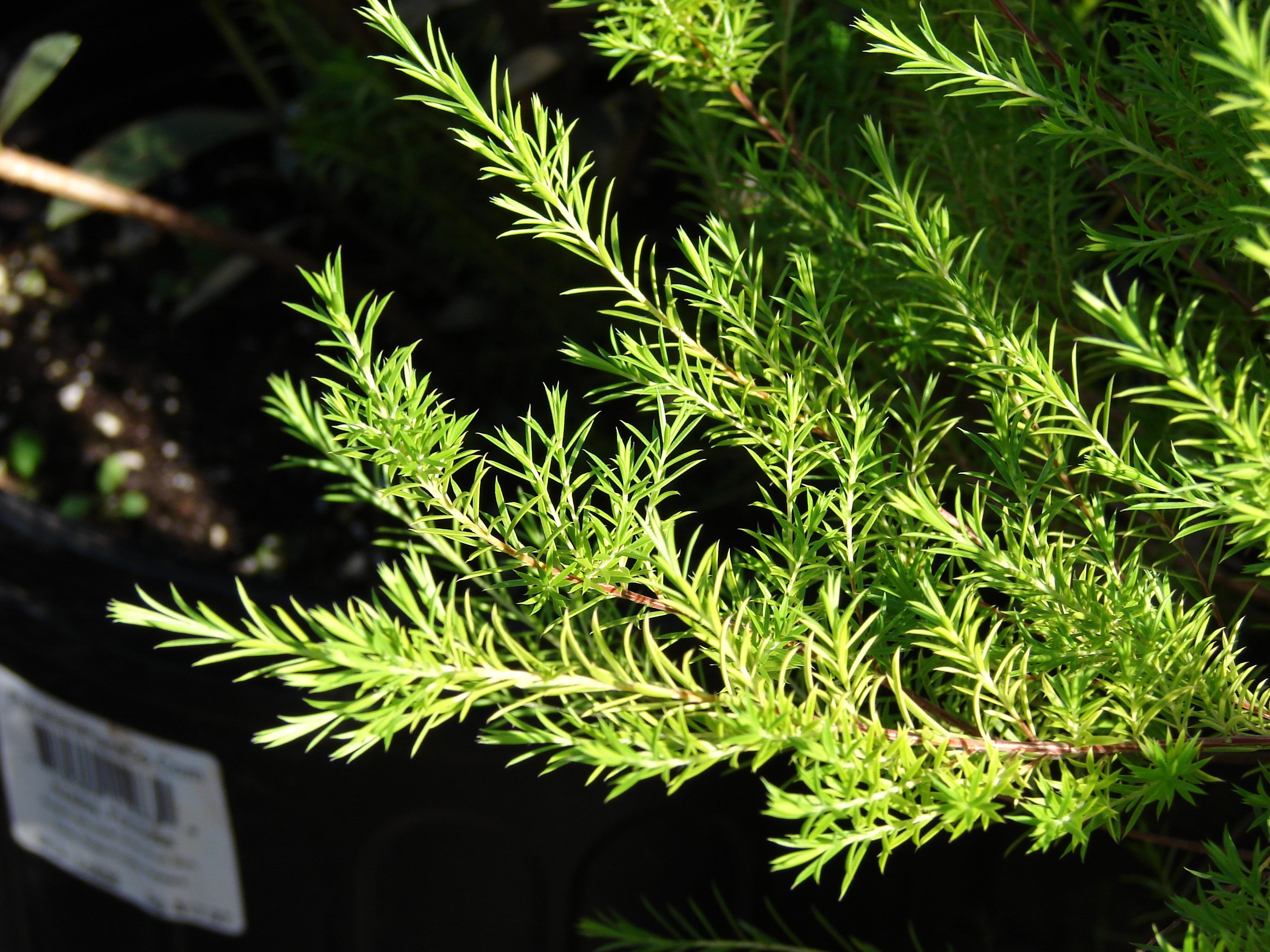
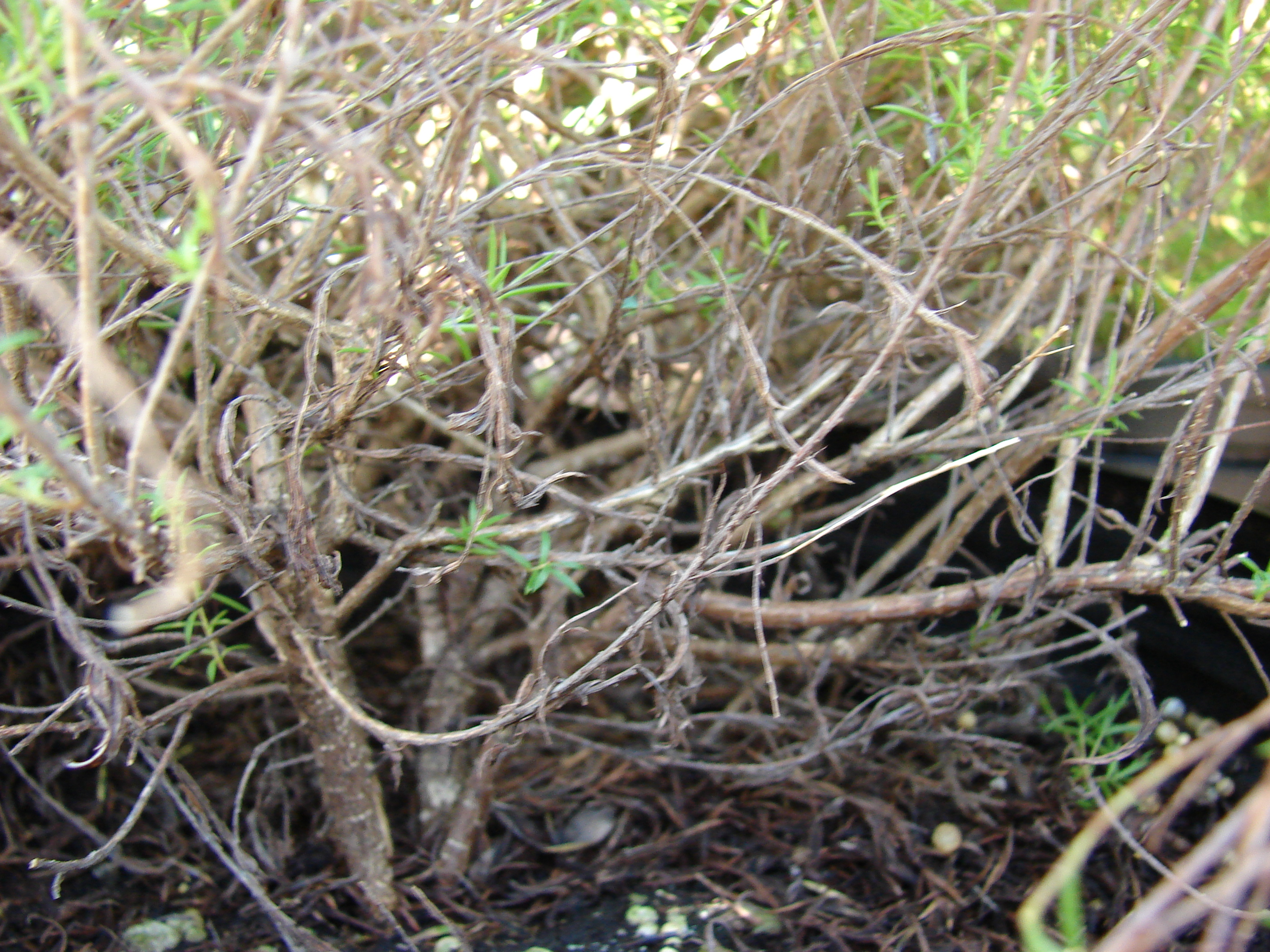
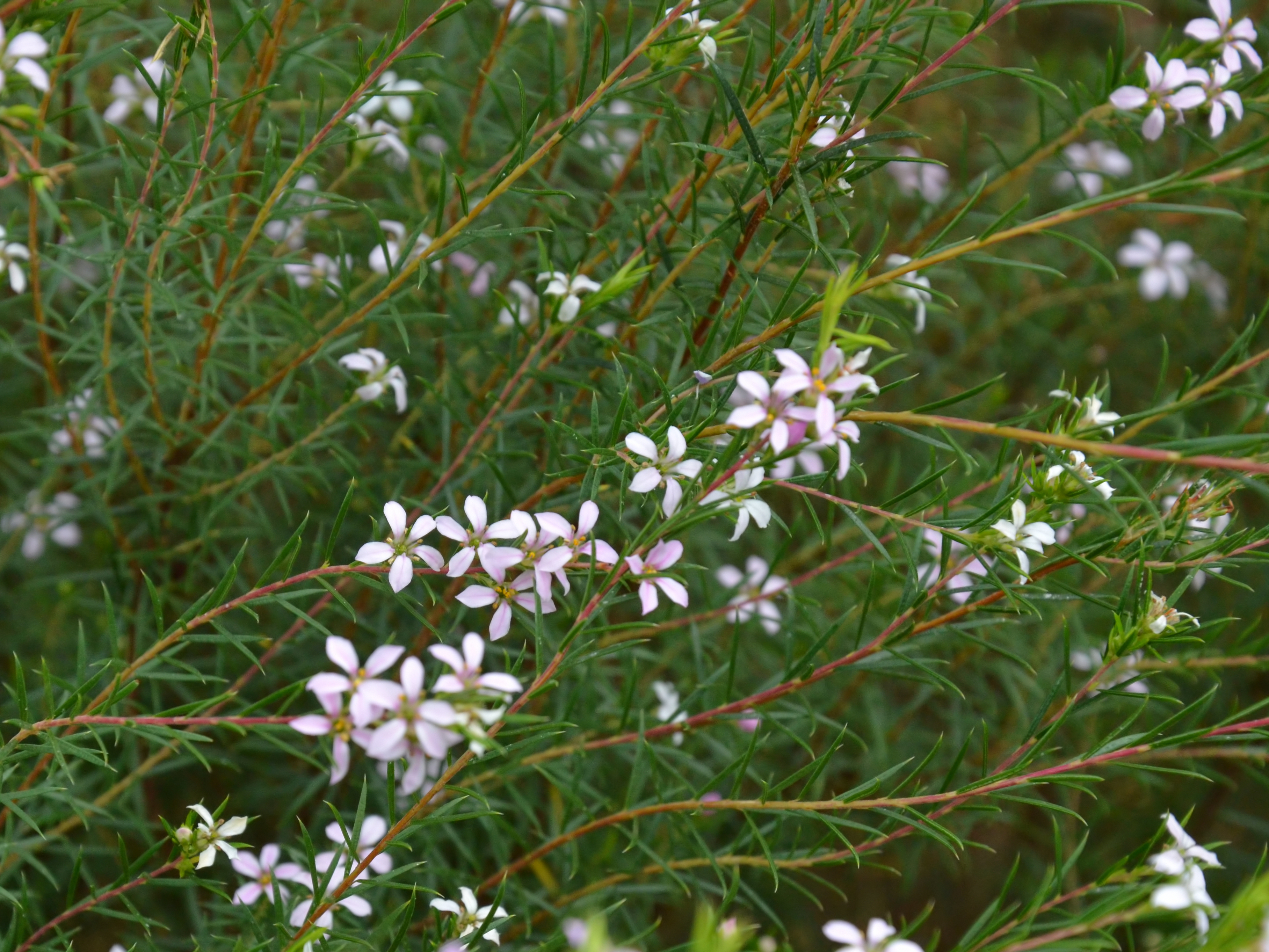